# Grotte de Fa Hien
La grotte de Fa Hien, également appelée grotte Pahiyangala, est située dans le district de Kalutara, dans la Province de l'Ouest du Sri Lanka. Selon la légende, elle est nommée d'après le moine bouddhiste chinois Faxian qui y aurait résidé. Le site revêt une importance archéologique grâce aux fossiles humains du Pléistocène supérieur qui ont été découverts dans ses sédiments lors de fouilles effectuées dans les années 1960 et 1980, ainsi que plus récemment en 2013.

## Préhistoire
En 1968, des sites de sépultures humaines ont été découverts à l'intérieur de la grotte par Siran Upendra Deraniyagala du Département d'archéologie du gouvernement du Sri Lanka, qui a entrepris une deuxième campagne de fouilles avec l'assistant W.H. Wijepala en 1988. Les découvertes consistaient principalement en microlithes, en reste de foyers préhistoriques et de matières organiques, comme les restes de flore et d’humains. La datation au radiocarbone indique que la grotte avait été occupée il y a environ 33 000 ans, du Pléistocène supérieur et du Mésolithique à il y a 4 750 ans, du Néolithique à l’Holocène moyen. Les restes humains de plusieurs dépôts de sédiments ont été analysés à l'Université Cornell et étudiés par Kenneth A. R. Kennedy et l'étudiante diplômée Joanne L. Zahorsky.
Les plus anciens fragments de fossiles osseux humains sont attribués à trois enfants, un jeune et deux adultes qui montrent des signes de sépultures secondaires. Les corps ont été exposés à la décomposition et aux charognards et les ossements ont ensuite été déposés dans des tombes. Des restes fossiles supplémentaires incluent ceux d'un autre jeune enfant, daté d'environ 6 850 ans BP et d'une jeune femme (surnommée Kalu-Menika par les archéologues), datée d'environ 5 400 ans BP. Les deux individus ont également été retrouvé dans des sépultures secondaires.
Les découvertes ont permis des études comparatives archéologiques et paléontologiques car les premiers occupants de Fa Hien ou de la grotte de Pahiyangala ont vécu à la même période que l'Homme de Cro-Magnon et d'autres hominidés du Pléistocène supérieur dans l'hémisphère oriental. Des études sur les dents trouvées dans la grotte indiquent que la population préhistorique du Sri Lanka transformait les aliments en broyant des noix, des graines et des grains dans des moulins à bras et qu'elle a continué à maintenir un style de vie de chasseur-cueilleur jusqu'au VIIIe siècle av. J.-C. environ. Le Sri Lanka a produit les premiers microlithes connus, qui n'apparurent en Europe qu'au début de l'Holocène.
En juin 2020, des recherches menées par l'Institut Max Planck, l'Université Griffith en Australie et le Département d'archéologie du gouvernement du Sri Lanka, ont montré que les occupants de la grotte de Fa-Hien Lena avaient développé la technologie de l'arc et des flèches vers 48 000 BP.Il s'agit de la plus ancienne utilisation de cette technologie en dehors de l'Afrique. Les chercheurs ont découvert des éléments associés à la pêche en eau douce, ainsi qu'au travail de la fibre pour fabriquer des filets ou des vêtements. L'auteur principal de l'étude, Michelle Langley de l'Université Griffith, a déclaré: « Nous avons également trouvé des preuves claires de la production de perles colorées à partir d'ocre minérale et de la fabrication raffinée de perles de coquillage commercialisées à partir de la côte, à un âge similaire à celui d'autres “marqueurs sociaux” matériels trouvés en Eurasie et en Asie du Sud-Est, il y a environ 45 000 ans. »
D'autres sites préhistoriques importants du Sri Lanka où des restes humains ont été découverts comprennent deux autres grottes - Batadombalena (environ 28 500 ans BP) et Belilena près de Kitulgala (environ 12 000 ans BP) - et un site en plein air, Bellanbandi Palassa (environ 6 000 ans BP) ).